# 7896 Švejk
7896 Švejk eller 1995 EC är en asteroid i huvudbältet som upptäcktes den 1 mars 1995 av den tjeckiska astronomen Zdeněk Moravec vid Kleť-observatoriet. Den är uppkallad efter huvudkaraktären i Jaroslav Hašeks Den tappre soldaten Švejks äventyr under världskriget.
Asteroiden har en diameter på ungefär 15 kilometer och den tillhör asteroidgruppen Themis.